# Cmentarz żydowski w Koźminku
Cmentarz żydowski w Koźminku – kirkut społeczności żydowskiej niegdyś zamieszkującej Koźminek. Znajdował się przy drodze do Osuchowa. Nie wiadomo dokładnie kiedy powstał. Został zniszczony przez Niemców podczas II wojny światowej. Urządzili oni na jego terenie plac ćwiczeń. Na przełomie lat osiemdziesiątych i dziewięćdziesiątych XX wieku odnaleziono fragmenty macew z cmentarza.